# Avril Lavigne (album)
Az Avril Lavigne Avril Lavigne kanadai-francia dalszövegíró, zeneszerző, énekes ötödik stúdióalbuma, amely 2013. november 1-jén jelent meg az Egyesült Államokban, november 4-én az Egyesült Királyságban, november 5-én Tajvanon, november 6-án pedig Japánban.

## Az albumon található dalok
1. "Rock n Roll"
2. "Here's to Never Growing Up"
3. "17"
4. "Bitchin' Summer"
5. "Let Me Go"
6. "Give You What You Like"
7. "Bad Girl"
8. "Hello Kitty"
9. "You Ain't Seen Nothin' Yet"
10. "Sippin' on Sunshine"
11. "Hello Heartache"
12. "Falling Fast"
13. "Hush Hush"

## Megjelenési időpontok
| Ország             | Megjelenési dátum | Kiadó                            |
| ------------------ | ----------------- | -------------------------------- |
| Ausztrália         | 2013. november 1. | Sony Music                       |
| Németország        | 2013. november 1. | Sony Music                       |
| Egyesült Királyság | 2013. november 4. | Epic                             |
| Egyesült Államok   | 2013. november 5. | Epic                             |
| Tajvan             | 2013. november 5. | Sony Music Taiwan                |
| Fülöp-szigetek     | 2013. november 5. | Sony Music Ivory Music and Video |
| Japán              | 2013. november 6. | Sony                             |